# Флаг Закавказской СФСР
Флаг Закавка́зской СФСР — республиканский символ Закавказской СФСР, входившей в состав СССР с 1922 по 1936 годы, затем упразднённой.
Из конституции ЗСФСР 1922 года:

Флаг Закавказской Социалистической Федеративной Советской Республики состоит из полотнища красного (алого) цвета, в углу которого, у самого древка, наверху помещены полукругом золотые буквы «З.С.Ф.С.Р.», а под ними, в левом углу, красная, окаймлённая золотом, пятиконечная звезда.
В конституции ЗСФСР 1925 года описание флага было дополнено указанием пропорции — 1:2.